# Universität der Auvergne Clermont-Ferrand I
Die Universität der Auvergne Clermont-Ferrand I (französisch Université d’Auvergne Clermont-Ferrand I)  war eine der zwei staatlichen Universitäten im Stadtgebiet von Clermont-Ferrand.
Sie war unter anderem dafür bekannt, die École d'Été de Probabilités de Saint-Flour, einem Sommerkurs für Wahrscheinlichkeitstheorie und Statistik, auszurichten. Zum 1. Januar 2017 fusionierte sie mit der Universität Blaise Pascal Clermont-Ferrand II zur Universität Clermont-Auvergne.